# يوسف ابن باقودا
يوسف ابن باقودا (بالإنجليزية: Ibn Paquda, Yusof)‏ كاتب يهودي عربي اللسان. ولد في الأندلس (حيث عاش في سرقسطة أو في قرطبة) ومات نحو 1080م. ولا يذكر المأثور من تفاصيل حياته سوی أنه كان قاضيًا في المحكمة المالية، وقد لقب لتقواه بـ «الورع». وقد اشتهر بكتابه الهداية إلى فرائض القلوب، الذي وضعه بالعربية - وكانت يومذاك لغة عالمية للثقافة - وقسمه إلى ستة عشر بابا في عرض الحياة الخلقية والدينية لدى اليهود.
لقد عرف ابن باقودا بأنه متنسك متصوف، وهذا صحيح، وإنما في إطار تعريفه هو للتنسك باعتباره رفضا للراحة والملذات الجسدية التي ما هي بضرورية ضرورة مطلقة للوجود. وقد نقل كتاب ابن باقونا إلى العبرية عام 1160 المترجم الاسباني - البروفنسالي المشهود يهودا بن طيبون، وطبع لأول مرة في نابولي عام 1489. وله أيضا أشعار ليتورجية.
و«خلافا لمعظم الصوفين الوسيطيين، لا يحتقر ابن بانودا العقل ولا يختصه بعلامة سالبة. بل يری على العكس في العقل أحد العناصر المكونة لقدرة النفس الصوفية. لكن العقل ليس أيضًا في نظره، خلافًا لمذاهب عقلانيي العصر الوسيط، مرشدًا صاحيًا وأمثل للنفس والروح. فهو صراع وكفاح؛ وهو يستفز أكثر مما يقود: وهو تحد من الله لكسل الخليقة النباتي». [اندريه نيهر]